# Mg (editor de texto)

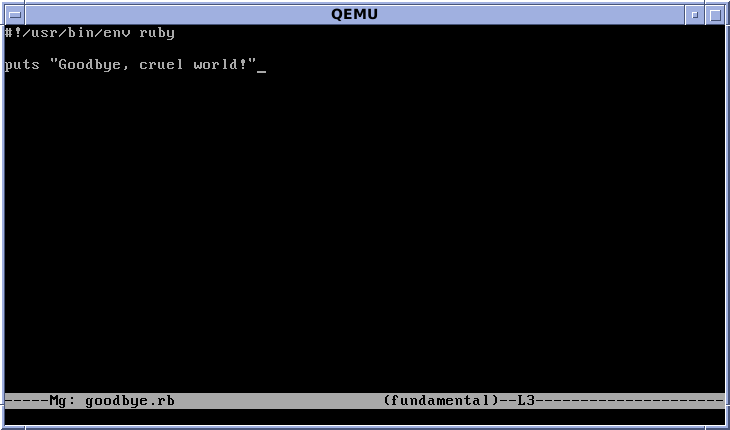
mg sendo usado para escrever um programa "Hello Word" em Ruby, no OpenBSD 5.3, rodando em uma VM QEMU.

mg é um editor de texto da família Emacs, distribuído por default com OpenBSD.
MG chamava-se inicialmente MicroGnuEmacs, mas tal designação foi abandonada a pedido de Richard Stallman.
Os primeiros desenvolvimentos de mg provêm de uma versão original de MicroEMACS, feita por Dave Conroy, cujo objetivo seria o de manter compatibilidade com GNU Emacs. A primeira versão é de 16 de novembro de 1986. MG foi depois portada para GNU/Linux (26 de janeiro de 1992) e a 23 de fevereiro de 2000 foi desenvolvida para OpenBSD.